# Apozomus weiri
Espèce
Apozomus weiri est une espèce de schizomides de la famille des Hubbardiidae.

## Distribution
Cette espèce est endémique du Queensland en Australie,. Elle se rencontre dans les monts McIlwraith.

## Description
La femelle holotype mesure 4,32 mm.

## Étymologie
Cette espèce est nommée en l'honneur de Tom A. Weir.

## Publication originale
- Harvey, 1992 : The Schizomida (Chelicerata) of Australia. Invertebrate Taxonomy, vol. 6, no 1, p. 77-129.